# J.A. Stargardt
Die J. A. Stargardt GmbH & Co. KG ist ein Antiquariat und Auktionshaus mit Sitz in Berlin, das auf den Handel mit Autographen spezialisiert ist. Gegründet 1830, ist es die älteste Autographenhandlung der Welt. Die Süddeutsche Zeitung bezeichnete J. A. Stargardt als „das weltweit wohl wichtigste Haus für Sammler, für Archive, Bibliotheken und Museen“.

## Geschichte
Das Unternehmen wurde 1830 vom Pianisten und königlichen Musikdirektor Johann Carl Klage gegründet und 1847 von Joseph A. Stargardt und Paul Julius Reuter übernommen. Reuter verließ das Unternehmen 1849 wieder und gründete das Reuter’sche Telegraphenbureau, aus dem später die global tätige Nachrichtenagentur Reuters wurde. Unter Stargardt wandelte sich die bisherige Buch- und Musikalienhandlung zu einem Antiquariat und spezialisierte sich ab 1848 insbesondere auf den Handel mit Autographen. Während ein kommerzieller Autographenhandel in Frankreich schon ab 1822 und in England spätestens ab Mitte der 1830er Jahre nachweisbar ist, gehörte Stargardt damit zu den Pionieren des Fachs im deutschsprachigen Raum und ist das einzige Unternehmen aus der Gründungszeit des Autographenhandels, das noch besteht.
Im Jahr 1885 erwarb Eugen Mecklenburg d. J., seinerseits Sohn eines Autographenhändlers, die Firma von Stargardts Witwe. Seitdem befindet sich J. A. Stargardt im Besitz der Familie Mecklenburg. Im Zweiten Weltkrieg wurden die Berliner Geschäftsräume durch Bomben zerstört und große Teile der ausgelagerten Firmenbestände gingen in Ostpreußen verloren. Günther Mecklenburg baute das Geschäft ab 1946 in Westdeutschland nahezu von Neuem wieder auf, zunächst in Eutin, ab 1952 in Marburg. Sein 1963 erschienenes Buch Vom Autographensammeln gilt als grundlegendes Werk über den Autographenhandel und seine Geschichte, insbesondere im deutschen Sprachgebiet. Seit 1988 wird J. A. Stargardt in vierter Generation von Wolfgang Mecklenburg geführt. Unter ihm kehrte das Unternehmen 1991 an seinen Gründungsort Berlin zurück.

## Tätigkeitsbereich

### Auktionen
Bereits unter Joseph A. Stargardt fanden ab 1859 regelmäßig Autographen-Auktionen statt. Bis 2022 sind über 700 Lager- und Auktionskataloge erschienen. Heute finden die Auktionen in der Regel an zwei aufeinanderfolgenden Tagen im Frühjahr in Berlin statt. Die Auktionen werden regelmäßig in den nationalen und internationalen Fach- und Publikumsmedien angekündigt und besprochen. Angeboten werden alle klassischen Gebiete des Autographensammelns: Literatur, Geschichte, Musik, Wissenschaft und Bildende Kunst.
Besonders im Bereich der Musik konnte J. A. Stargardt seltene Handschriften und Notationen zu hohen Preisen verkaufen. Den höchsten Hammerpreis bei einer Stargardt-Auktion erzielte 2015 die Reinschrift des Kammerterzetts „Se tu non lasci amore“ (HWV 201a) von Georg Friedrich Händel aus dem Jahr 1708 mit 500.000 Euro. 2011 gelang die Vermittlung von 111 Briefen und Karten von Franz Kafka an seine Schwester Ottla an das Deutsche Literaturarchiv in Marbach und die Bodleian Library in Oxford. Die aufwändig gestalteten Auktionskataloge von Stargardt haben als „kulturgeschichtliches Lesebuch“ ihrerseits Sammlerwert.

### Mitgliedschaften
J. A. Stargardt ist Mitglied im Verband Deutscher Antiquare (VDA), in der Internationalen Liga der Antiquariatsbuchhändler (ILAB) und im Bundesverband deutscher Kunstversteigerer (BDK), in der Manuscript Society (MS) und im Universal Autograph Collectors Club (UACC).